# Copălău
Copălău é uma comuna romena localizada no distrito de Botoşani, na região de Moldávia . A comuna possui uma área de 100.76 km² e sua população era de 4253 habitantes segundo o censo de 2007.